# 田蚡
田 蚡（でん ふん、? - 紀元前131年）は、前漢の人。母は劉邦が皇帝に即位した時の燕王である臧荼の孫の臧児で、漢の景帝の王皇后の異父弟にあたる。長陵で生まれた。武帝の時に丞相に至った。

## 略歴
田蚡は竇嬰が大将軍であった時には諸曹郎でまた高貴な身分ではなく、竇嬰に子と同等の扱いを受けた。
景帝の晩年に高貴な身分になり、中大夫となった。弁舌に優れ、雑家の盤盂などの諸書を学んだ。異父姉の王皇后は彼を賢明であると思った。景帝後3年（紀元前141年）、景帝が死亡し武帝が即位すると、田蚡は異父姉が皇太后となったことを理由に列侯（武安侯）に封じられた。
田蚡は賓客を集め、武帝に推薦した。建元元年（紀元前140年）に丞相衛綰が辞職すると、田蚡は竇嬰を丞相、自分を太尉にするよう皇太后にほのめかしたので、竇嬰は丞相となり、田蚡は太尉に任命された。
淮南王劉安が長安に入朝した際、田蚡は王に「陛下に万一のことがあれば高祖の最年長の孫である大王以外の誰が後継者になれましょう」と言った。王は喜んで田蚡に財宝を贈った。
竇嬰及び田蚡は儒術を好んだため、儒者の趙綰を御史大夫、王臧を郎中令に就けた。また儒者の魯の申公を招き、明堂を設け、関所を廃止し、儒学の礼に基づいて服の制度を作り、列侯を国に還すなどの策を行おうとした。しかし竇太后は黄老を好んでいた上、外戚や公主は侯国に行きたがらなかったために彼らが竇嬰らを竇太后に対し中傷した。翌年、趙綰が皇太后への上奏をやめるよう提案すると竇太后は怒り、趙綰・王臧を退け竇嬰・田蚡を罷免した。
田蚡は退けられたとはいえ寵愛を受け、しばしば進言が取り上げられた。時流に敏感な人々は竇嬰から田蚡に乗り換えるようになり、田蚡は次第に傲慢になっていった。
田蚡は建元6年（紀元前135年）に丞相となった。彼が上奏した案件はすべて裁可され、推薦した人物はいきなり二千石になることもあった。武帝は「君の人事は終わったか？私も人を任用したいのだが」と言うほどだった。また田蚡が少府の用地を貰って自分の邸宅を広げようと願ったところ、武帝は「最後には武庫まで取る気か」と怒った。田蚡の邸宅は贅を極め、豊かな田園を所有し、奉られる宝物は数えきれないほどであった。馬邑の役で責任を取らされた王恢から賄賂を受け取って、異父姉の王皇后を通じて、王恢の助命をとりなしたこともあった。
田蚡と竇嬰の親友である灌夫は対立し、互いに相手を弾劾するようになった。灌夫の宴席での暴言を発端に田蚡は灌夫を捕縛して死罪に当てようとした。竇嬰はそれを救おうと弁護したが、御史大夫の韓安国以下の大臣の意見も割れ、竇嬰が武帝より問責されることになった。竇嬰は景帝の遺言で政治に意見して良いと申し出たが記録が残っていなかったため、竇嬰も死罪とされた。元光4年（紀元前131年）に灌夫、次いで竇嬰が処刑された。まもなく田蚡も全身が痛むという病となり、武帝が霊媒師に見せたところ竇嬰・灌夫が笞打ちして殺そうとしているのだと言った。まもなく田蚡も死亡した。武安侯は子の田恬が継いだ。
その後、淮南王劉安の反乱計画が発覚したとき、王と田蚡の会話を武帝が知ると、武帝は「もし武安侯（田蚡）が生きていたら一族皆殺しにしてやるところだ」と言った。